# Croix d'Arques
La croix d'Arques est une croix située à Arques, en France.

## Localisation
La croix est située sur la commune d'Arques, dans le département français de l'Aude.

## Historique
L'édifice est inscrit au titre des monuments historiques en 1948.